# Мбаха, Атил
Атил Мбаха (англ. Athiel Mbaha; 5 декабря 1976, Виндхук, Намибия) — футболист, вратарь.

## Клубная карьера
Атил начал карьеру в клубе «Африкан Старс», затем выступал в составе «Блю Вотерс», с которым стал чемпионом Намибии 2003/04.
В 2006 году перешёл в южноафриканский клуб «Блэк Леопардс», за который дебютировал 26 августа 2006 года. За сезон голкипер провёл 8 матчей, в которых пропустил 12 мячей, после чего возвратился в Намибию, заключив контракт с «Орландо Пайретс» из Виндхука. Со столичной командой Мбаха вновь стал чемпионом.
В 2008 году Атил снова заключил контракт с клубом из ЮАР, на этот раз с «Марицбург Юнайтед». Однако, спустя всего год, проведя 4 матча, вернулся в «Орландо Пайретс». В дальнейшем голкипер выступал за «Рамблерс» и «Юнайтед Африка Тайгерс».

## Карьера в сборной
С 2005 по 2014 голкипер выступал за сборную Намибии. Голкипер был включён в заявку на Кубок африканских наций 2008 в Гане. На турнире Атил принял участие в двух матчах своей сборной против сборных Ганы и Гвинеи. Мбаха играл в отборочных матчах к чемпионату мира 2010.

## Личная жизнь
Атиль в семь лет потерял слух. Ему приходится руководить защитниками громко крича на них. Мбах пробовал играть со слуховым аппаратом, но во время одного из матчей устройство выпало и случайно было растоптано игроками в штрафной.

## Достижения
«Блю Вотерс»
- Чемпион Намибии (1): 2003/04

 «Орландо Пайретс» (Виндхук)
- Чемпион Намибии (1): 2007/08

 «Юнайтед Африка Тайгерс»
- Чемпион Намибии (1): 2015/16